# نواحی برودمن ۴۱ و ۴۲
ناحیه ۴۲ برودمن به عنوان ناحیه خلفی و عرضی تمپورال منطقه ۴۲ (H) و همچنین یک بخش فرعی از لوب تمپورال نیز شناخته می‌شود. ناحیه ۴۲ برودمن از جهت مدیال توسط ناحیه قدامی عرضی تمپورال ناحیه ۴۱ (H) و از جهت جانبی توسط superior temporal منطقه ۲۲ محدود می‌شود.

## نگارخانه

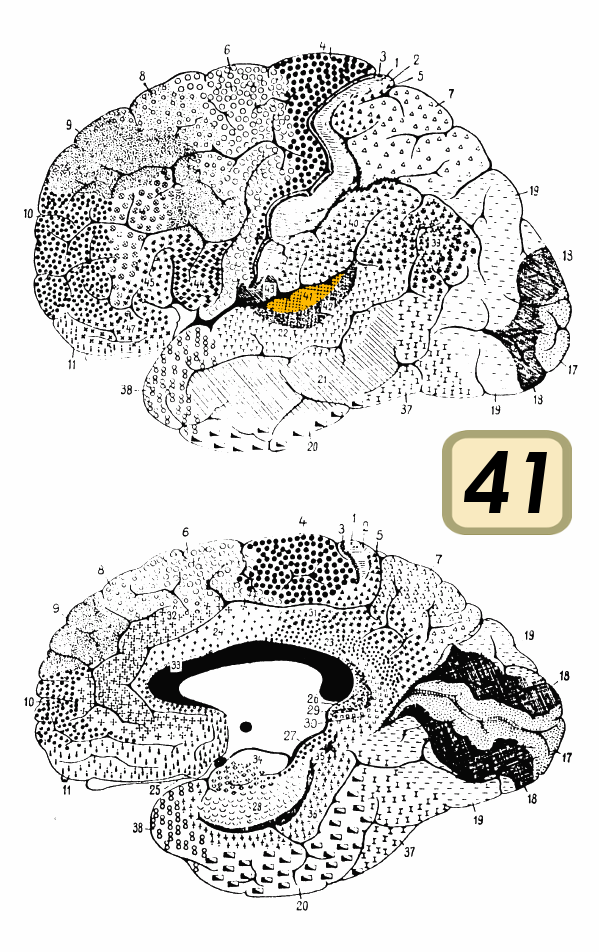
BA41.
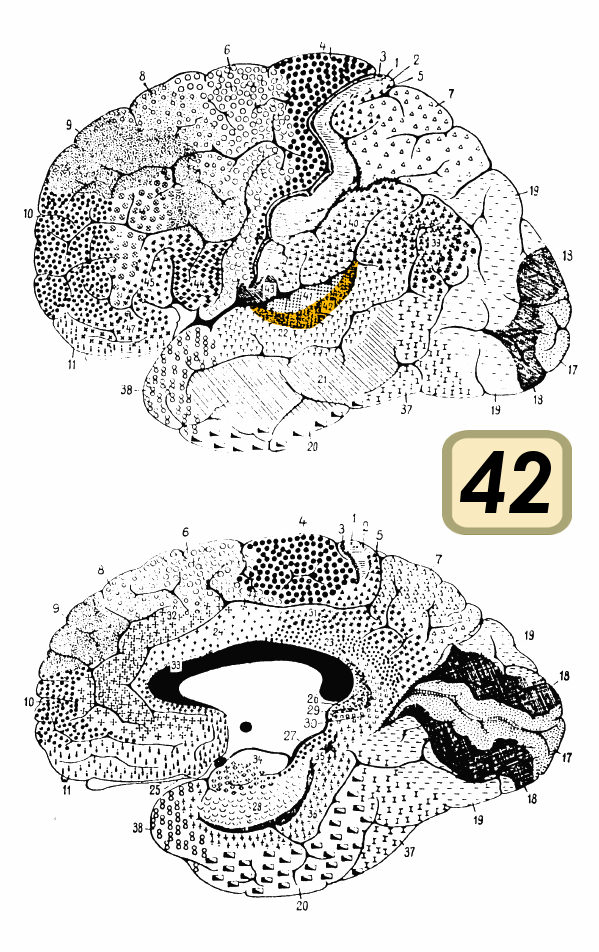
BA42
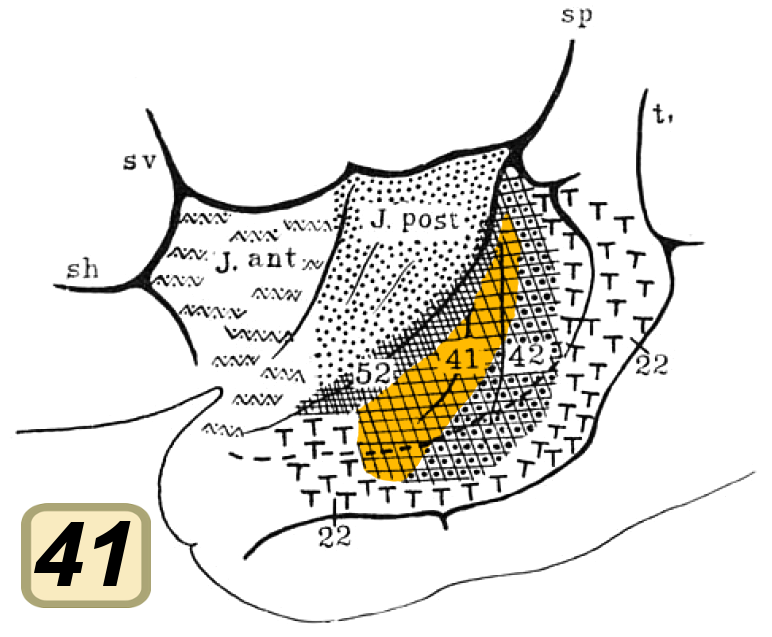
BA41. داخل جانبی شیار.
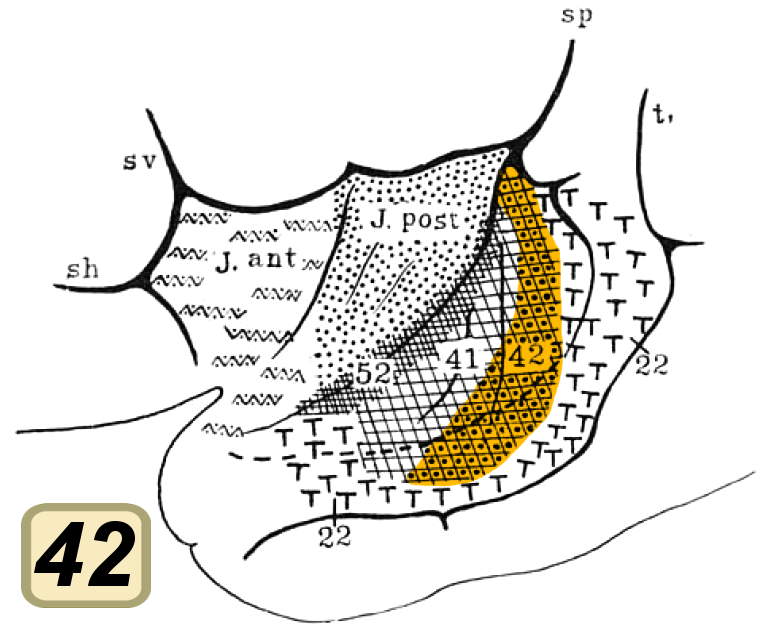
BA42. داخل جانبی شیار.